# 50
Năm 50 là một năm trong lịch Julius. 